# 圣帕尔杜-苏捷
圣帕尔杜-苏捷（法語：Saint-Pardoux-Soutiers，法語發音：[sɛ̃ paʁdu sutje]）是法国德塞夫勒省的一个市镇，属于帕尔特奈区。该市镇于2019年由原市镇圣帕尔杜和苏捷合并而成，行政中心位于圣帕尔杜。

## 地理
圣帕尔杜-苏捷（46°34'21"N, 0°18'17"W）面积39.67 平方千米，位于法国新阿基坦大区德塞夫勒省，该省份为法国西部内陆省份，北起曼恩-卢瓦尔省，西接旺代省，南至夏朗德省和滨海夏朗德省，东临维埃纳省。
与圣帕尔杜-苏捷接壤的市镇（或旧市镇、城区）包括：勒塔吕、蓬派尔、图埃河畔阿宰、阿洛讷、圣马克拉朗德、马济耶尔昂加蒂讷、武埃、博略苏帕尔特奈。
圣帕尔杜-苏捷的时区为UTC+01:00、UTC+02:00（夏令时）。

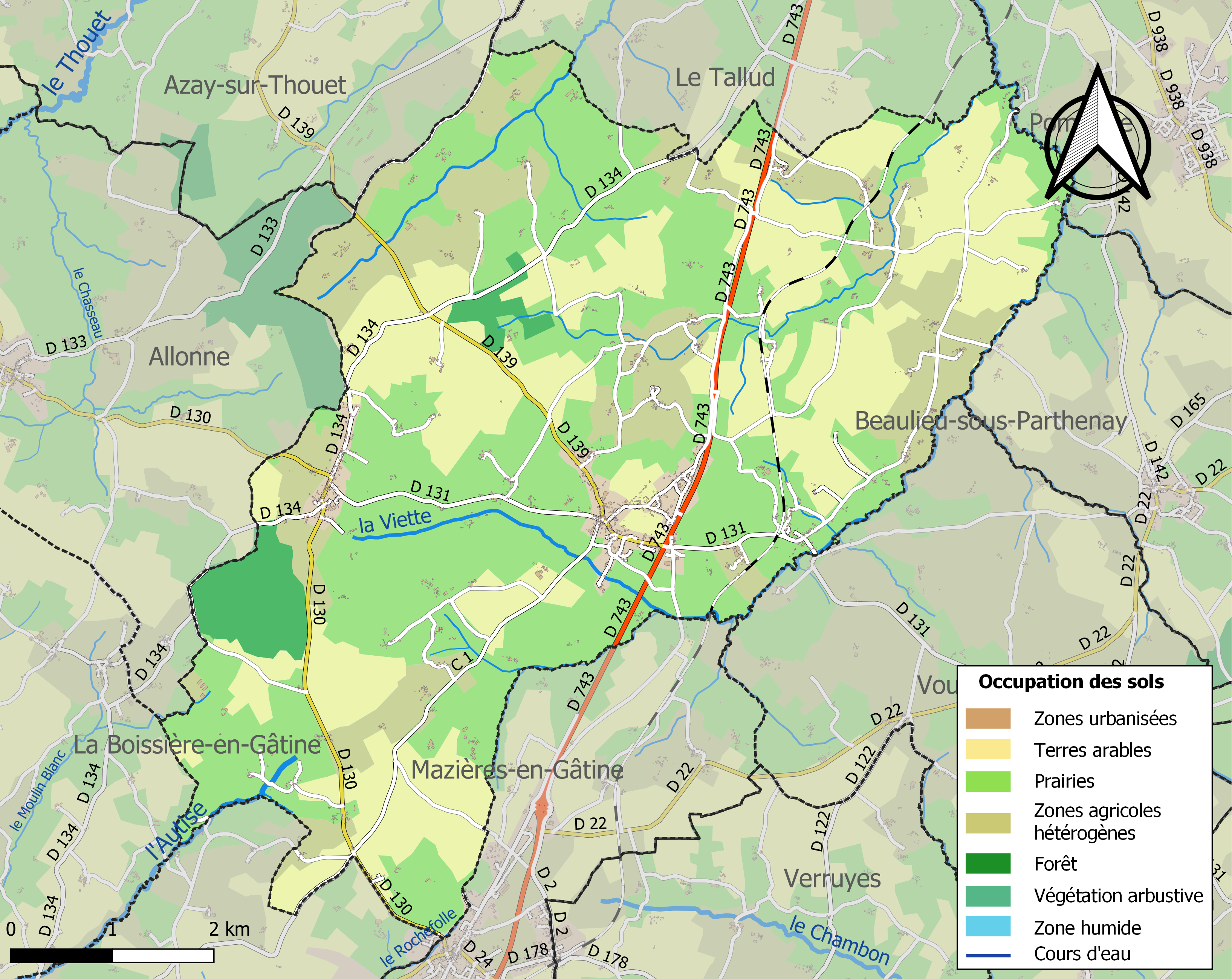
圣帕尔杜-苏捷的OSM定位图

## 行政
圣帕尔杜-苏捷的邮政编码为79310，INSEE市镇编码为79285。

## 政治
圣帕尔杜-苏捷所属的省级选区为拉加蒂讷县。

## 人口
圣帕尔杜-苏捷于2022年1月1日时的人口数量为1872人。